# Gåstjärnarna (Vilhelmina socken, Lappland)
Gåstjärnarna är en sjö i Vilhelmina kommun i Lappland och ingår i Umeälvens huvudavrinningsområde. Sjön har en area på 0,0775 kvadratkilometer och ligger 459 meter över havet.

## Delavrinningsområde
Gåstjärnarna ingår i det delavrinningsområde (719387-155765) som SMHI kallar för Utloppet av Södra Fiansjön. Medelhöjden är 468 meter över havet och ytan är 11,04 kvadratkilometer. Det finns ett avrinningsområde uppströms, och räknas det in blir den ackumulerade arean 37,39 kvadratkilometer. Storbäcken som avvattnar avrinningsområdet har biflödesordning 2, vilket innebär att vattnet flödar genom totalt 2 vattendrag innan det når havet efter 293 kilometer. Avrinningsområdet består mestadels av skog (43 procent) och sankmarker (44 procent). Avrinningsområdet har 1,16 kvadratkilometer vattenytor vilket ger det en sjöprocent på 10,5 procent.